# Pik Pestrocvetnyj
Pik Pestrocvetnyj (englische Transkription von russisch Пик Пестроцветный Pik Pestrozwetny, deutsch ‚Bunter Gipfel‘) ist ein Berg im westantarktischen Queen Elizabeth Land. In der Neptune Range der Pensacola Mountains ragt er östlich der West Prongs und unmittelbar nördlich des Elliott Ridge auf.
Russische Wissenschaftler benannten ihn.